# The Jezabels
The Jezabels is een Australische band, opgericht in 2007.

## De band
Hayley Mary (zang) en Heather Shannon (piano/keyboard) maakten al samen muziek in Byron Bay. Na het vertrek richting Sydney om te gaan studeren ontmoetten zij Nik Kaloper (drums) en Sam Lockwood (ritmegitaar) en het kwartet richtte de band op. De band heeft drie ep's en een volledig album uitgebracht.
Vrij snel kreeg de band veel airplay in thuisland Australië.. In de Verenigde Staten werden kleine successen geboekt in de hitlijsten, waaronder nummer 114 in de CMJ Top 200 en #96 voor de single single Disco Biscuit Love. Deze single was begin juli 2009 ook "iTunes (Australia) single of the week". De single "Hurt Me" was in februari 2010 een iTunes (Australia) single of the week en stond op nummer 1 in de jaarlijst van het alternatieve radiostation Traxx Radio. In de jaarlijst 2010 van de Australische radiozender Triple J stond de band tweemaal: "Easy To Love" op nummer 49 en "Mace Spray" op nummer 16. Een jaar later stond het debuutalbum op #6 van de jaarlijst van de zender.
Het debuutalbum Prisoner won de Australian Music Prize voor beste Australische album van 2011.

## Discografie

### Albums
- Prisoner (16 september 2011), #2 in de Australische hitlijst
- The Brink (31 januari 2014), #2 in de Australische hitlijst
- Synthia     (12 februari 2016), #4 in de Australische hitlijst

### Ep's
- The Man Is Dead ep (februari 2009)
- She's So Hard ep (november 2009)
- Dark Storm ep (oktober 2010), #40 Australië[8]

### Singles
- "Endless Summer" (2011)
- "Trycolour" (2011)
- "Rosebud" (2012)
- "Pleasure Drive" (2016)